# عنکبوت موش شکل کوپونن
عنکبوت موش شکل کوپونن گونه‌ای از عنکبوت است که بومی انحصاری ایران می‌باشد. نمونه‌های این عنکبوت که تا کنون تنها جنس نر آن شناخته شده‌است از قائن، خراسان جنوبی جمع‌آوری شده‌اند. این گونه توسط یوری ماروسیک (عنکبوت‌شناس روس)، علیرضا زمانی و امید میرشمسی (عنکبوت شناسان ایرانی) توصیف و به افتخار عنکبوت‌شناس فنلاندی سپو کوپونن نام گذاری شده‌است.